# Vicente Coss Ramírez
Vicente Coss Ramírez (n. 21 de marzo de 1923 en Salvatierra, Guanajuato - 29 de mayo de 2012 en la Ciudad de México) fue un político mexicano perteneciente al Partido Revolucionario Institucional. Fue presidente municipal del municipio de Ecatepec, Estado de México en dos periodos, de 1973 a 1974 y de 1990 a 1993. 